# Baluarte de Santiago
El Baluarte de Santiago, también conocido como el baluarte de la pólvora, se localiza en la calle de Francisco Canal S/N, entre las avenidas Gómez Farías y 16 septiembre, en la ciudad de Veracruz, Veracruz, México.

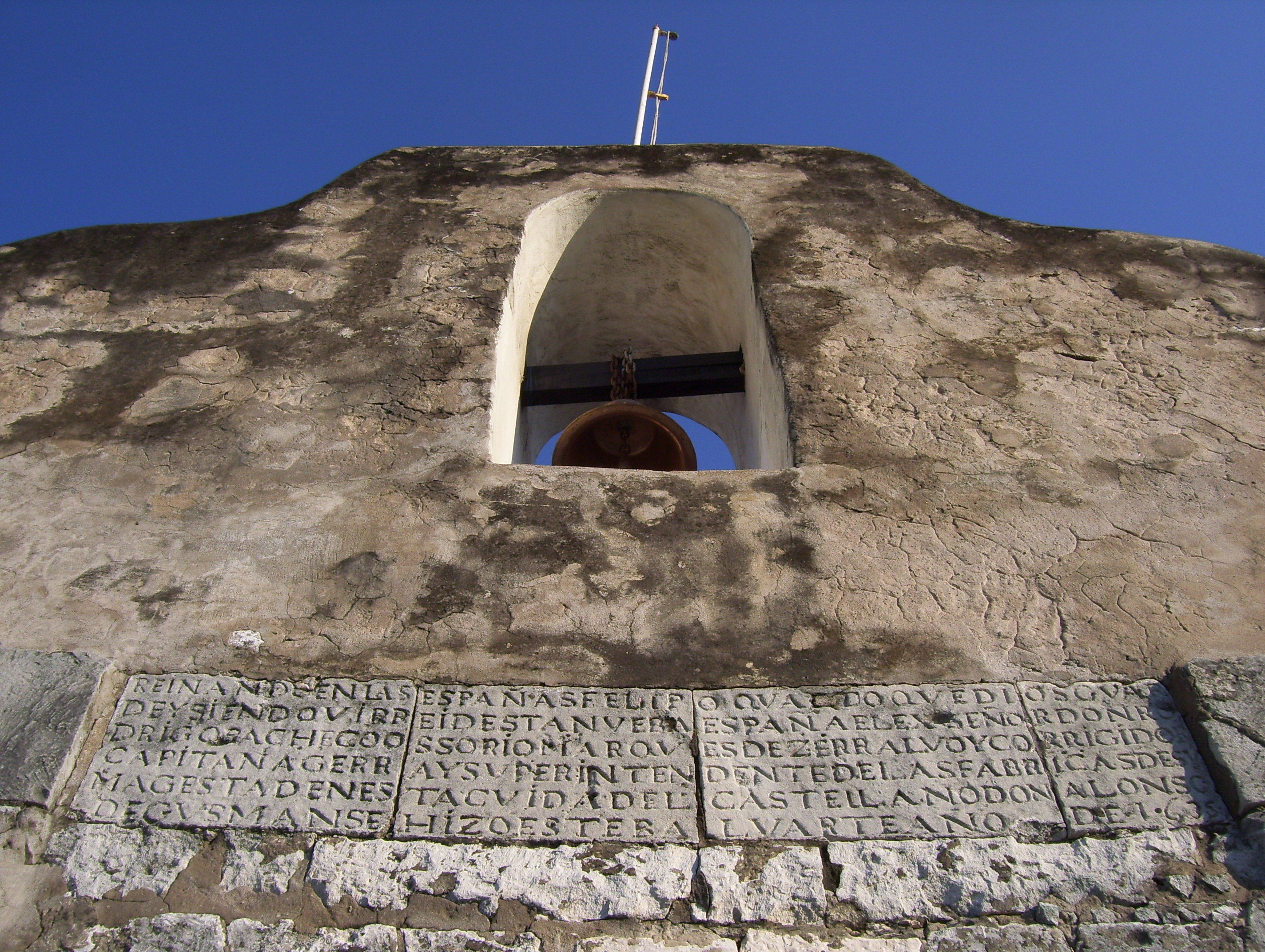
Inscripción sobre la puerta del Baluarte de Santiago en Veracruz.

Es una edificación militar de acceso restringido, muros altos y gruesos, que se concluyó en 1635, en el siglo XVII. Fue parte de los nueve baluartes que conformaban la muralla integral que rodeaba la ciudad y puerto de Veracruz, construida en el extremo sur frente a la costa del golfo, para resguardarlo y protegerlo de los constantes ataques que Veracruz padecía.
Es el único baluarte que sobrevive de los nueve, demolidos junto a la muralla de Veracruz en 1880. Otros testimonio de la fortificación de Veracruz es un tramo adosado a la antigua Aduana Marítima, descubierto en 2015.

## Actualidad

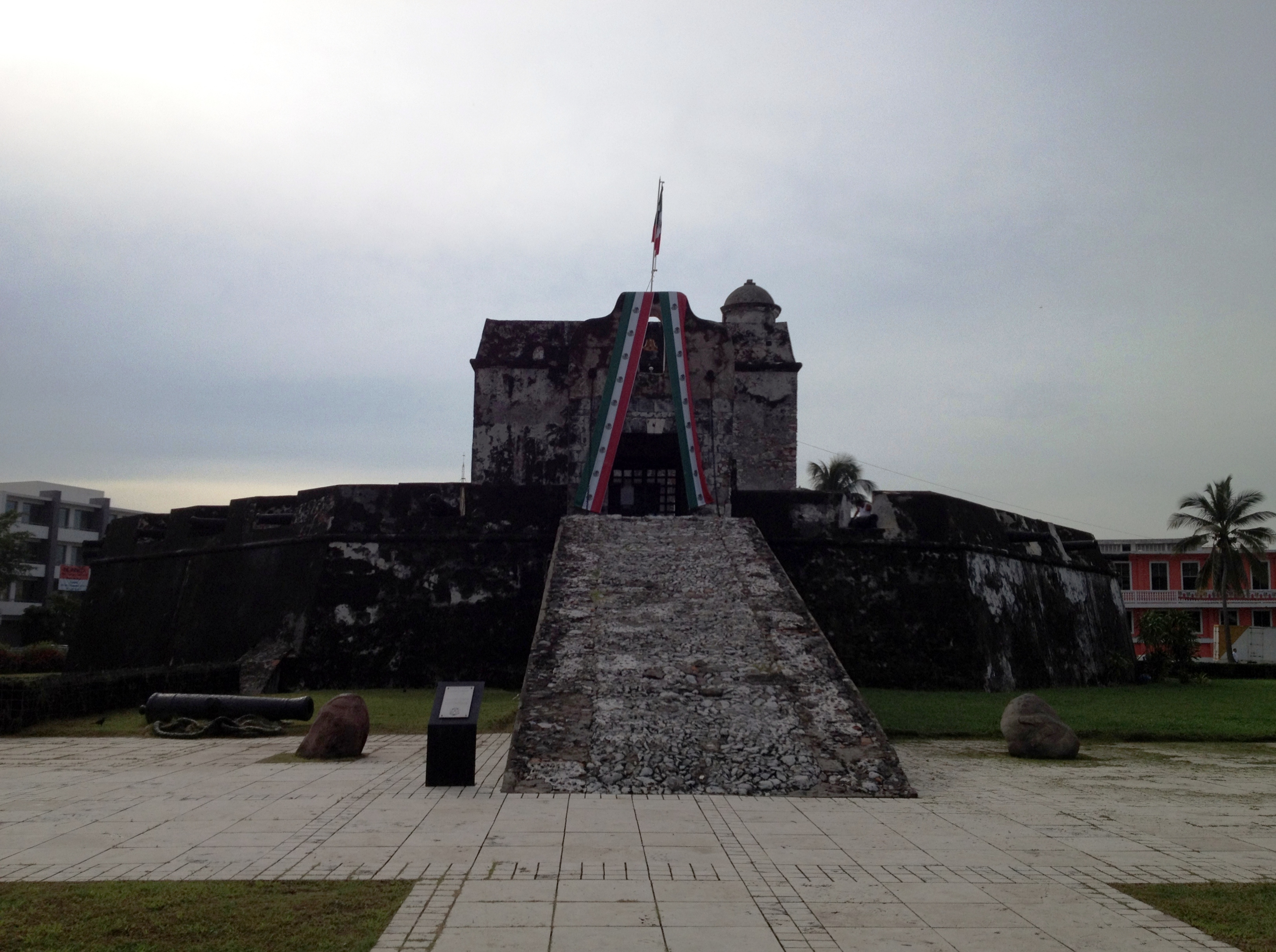
Vista General del Baluarte de Santiago en la ciudad y puerto de Veracruz.

En la actualidad el Baluarte de Santiago es un museo, tras ser considerado en 1991 patrimonio histórico por el INAH (Instituto Nacional de Antropología e Historia). Dicho bastión fue también conocido como "el Polvorín", debido a que en el sótano se guardaba la pólvora de los 22 cañones que podía albergar su estructura. En las paredes orientadas del lado de la avenida Vicente Gómez Farías, se pueden observar los impactos de balas del fusilamiento en 1812 de los insurgentes veracruzanos.

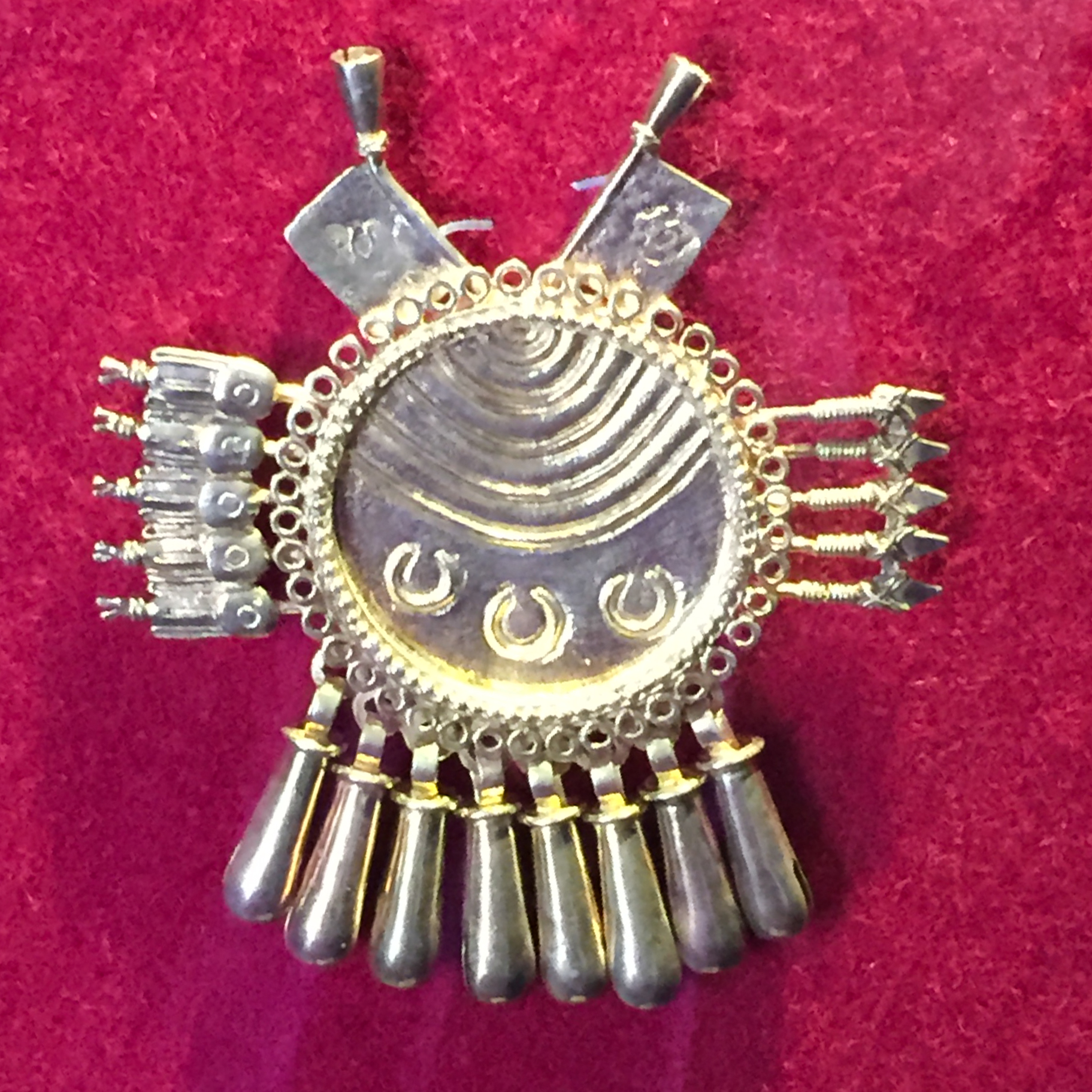
Chimalli, parte de Las joyas del pescador

Su atractivo principal es la exposición permanente Las joyas del pescador, cuyo nombre se debe a que el pescador de pulpos Raúl Hurtado Hernández encontró en 1976 lingotes de oro y joyas prehispánicas en diversas jornadas de su actividad pesquera. Son 42 piezas de origen mixteco, entre ellas un chimalli, ollitas, aretes con cabezas de tortuga, brazaletes con figuras de mono, cuentas de collar con figuras de serpiente. El propio Hurtado narró que al encontrar las piezas desconocía su valor por lo que decidió conservarlas e incluso vender algunas lo que lo llevó a ser encarcelado por saqueo a la nación. Tras un tortuoso proceso, la Suprema Corte lo absolvió en 1979, al determinar que desconocía que las piezas fueran un tesoro nacional ni que era deber suyo reportar su hallazgo.